# خالد مدخلي
خالد مدخلي (1975) إعلامي وصحفي سعودي ومذيع في قناة العربية.

## عن حياته
ولد عام 1975 في مدينة صامطة في جازان، ودرس في مدارس محافظة صامطة الحدودية مسقط رأسه، حيث كان مقدماً للإذاعة الصباحية، ورغم تعرضه لخطأ طبي أفقده النمو في أطرافه، ورغم صعوبة المشي لديه رفض مدخلي بدء فعاليات الحفل حتى يتمكن بمساعدة الآخرين من النزول من خشبة المسرح لتقبيل يد والده، الذي قدم له الكثير في حياته العلمية والعملية. وبعد تخرجه في الثانوية اتجه لدراسة اللغة العربية بإحدى الجامعات بالرياض، وبعد تخرجه واجه العديد من الصعاب، منها عدم قبوله كمعلم رغم تخرجه بتقدير «امتياز» بتفوق، حيث طاردته عبارة «غير لائق صحياً». وبعد تقديم شكواه للوزير أصدر قراراً بتعيينه معلماً في نفس يوم صدور قرار بتعيينه مذيعاً بالإذاعة السعودية، ليترك وظيفة التعليم، ويتجه إلى الإذاعة مذيعاً بالمرتبة السادسة، ومن ثم انتقل إلى قناة «العربية» مروراً بقناة «الإخبارية» السعودية.

## العمل
- عمل في الإذاعة السعودية من عام 2001م.[4]
- انتقل للعمل في القناة السعودية عام 2003م، ثم عمل في قناة الإخبارية السعودية.
- عين مديراً للقناة السعودية في سبتمبر 2017م.[5]
- عين مديراً لقناة الإخبارية السعودية في مارس 2018م.[6]
- عاد للعمل في قناة العربية بعد استقالته من قناة الإخبارية في يونيو 2018م.[7]

## برامج
- (استراحة الخميس) برنامج إذاعي في إذاعة السعودية.
- (سؤال مباشر) على قناة العربية.[8]

## استقالته من قناة العربية
في يوم 14 سبتمبر 2017 قدم خالد مدخلي استقالته من قناة العربية بعد أن قضى 3 سنوات في تقديم نشرة «أخبار الرابعة» الخاصة بالسعودية وقال في آخر نشرة للرابعة “هذه كانت آخر نشرة أقدمها لكم عبر شاشة الرابعة من هذا المكان، شكرًا للعربية، شكرًا لكم أنتم على تفاعلكم وعلى كل اللحظات الجميلة وكرم متابعتكم، أستودعكم الله”.

## عودته لقناة العربية
في يوم 30 يونيو 2018 أعلن تركي الدخيل، المدير العام لقناتي العربية والحدث، عودة الإعلامي خالد مدخلي إلى قناة العربية مجدداً بعد ان كان مديراً لقناة الاخبارية وقد قدم استقالته من التلفزيون السعودي قبل عدة أيام.

## الجوائز
حصل على جائزة المنتدى السعودي للإعلام فئة الحوار المرئي عام 2023.